# Матч за звание чемпиона мира по шахматам 1963

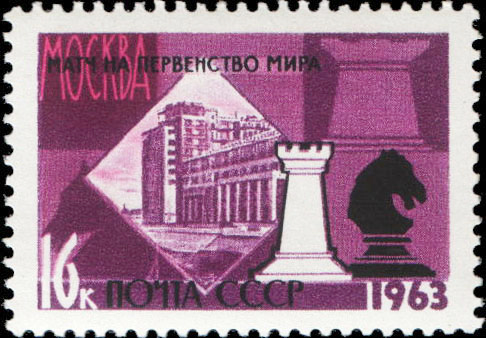
Московский театр эстрады, где состоялся матч. Почтовая марка СССР 1963 года, посвященная матчу

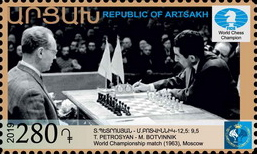
Почтовая марка Арцаха, посвященная матчу (2019)

XXV Матч на первенство мира по шахматам между чемпионом мира Михаилом Ботвинником (1911—1995) и победителем турнира претендентов Тиграном Петросяном (1929—1984) проходил с 23 марта по 20 мая 1963 года в Москве.
Регламент матча: 24 партии на большинство, при счёте 12:12 чемпион сохраняет звание. Главный арбитр — Гидеон Штальберг (Швеция).
В 1948 году, когда шахматный мир остался без чемпиона мира Александра Алёхина, умершего в 1946 году, новым чемпионом мира был признан М.Ботвинник, родившийся в 1911 году. Он стал первым советским и 6 — м по счету в шахматах чемпионом. Одолев в противостоянии Д.Бронштейна в 1951 году, вскоре Ботвиннику предстоит 3 раза за 3 года сразиться со Смысловым, первый поединок в 1954 году показал ничью, в 1957 году Ботвинник уступил корону Смыслову, в 1958 году — Ботвинник вновь выиграл. Затем 2 матча с М.Талем предопределили его успех, со счётом 10:5 к своему 50-летнему юбилею Ботвинник в 1961 году разгромил Таля. Кульминацией карьеры 51-летнего Ботвинника стала схватка, произошедшая в 1963 году. Противником Ботвинника был гроссмейстер Тигран Петросян из Тбилиси, родился в 1929 году, в 1952 г. — международный гроссмейстер, в 1959 и 1961 г. — двукратный победитель турниров Москвы, в 1962 году — победил 19 — летнего Фишера в поединке на о. Кюрасао. Петросян впоследствии 2 раза сыграет с Б.Спасским, в первый раз в 1966 году в матче он будет ликовать, в ответном поединке 1969 года Спасский разгромил Петросяна. Петросян потом ещё 9 лет будет выступать в турнирах, чемпион мира ушёл из жизни в 1984 году.
Победив Ботвинника в 1963 г. со счётом 12½:9½ (+5 −2 =15), Петросян стал девятым чемпионом мира. В 1959 году ФИДЕ отменила право проигравшего чемпиона на матч-реванш (начиная с 1963 года, так как решение было принято уже во время очередного цикла соревнований на первенство мира, и не распространялось на текущее трёхлетие), и матч с Петросяном стал последним выступлением Ботвинника в борьбе за шахматную корону. Ботвинник сложил с себя корону, длившейся долгие полтора десятилетия. В 1965 г. он отказался участвовать в претендентских матчах вовсе, в 1978 году стал тренером, в течение 17 лет писал книги, и передавал опыт будущим своим воспитанникам. Ботвинника не стало в 1995 году.

## Таблица матча
| № | Участники        | 1 | 2 | 3 | 4 | 5 | 6 | 7 | 8 | 9 | 10 | 11 | 12 | 13 | 14 | 15 | 16 | 17 | 18 | 19 | 20 | 21 | 22 | Очки |
| - | ---------------- | - | - | - | - | - | - | - | - | - | -- | -- | -- | -- | -- | -- | -- | -- | -- | -- | -- | -- | -- | ---- |
| 1 | Тигран Петросян  | 0 | ½ | ½ | ½ | 1 | ½ | 1 | ½ | ½ | ½  | ½  | ½  | ½  | 0  | 1  | ½  | ½  | 1  | 1  | ½  | ½  | ½  | 12½  |
| 2 | Михаил Ботвинник | 1 | ½ | ½ | ½ | 0 | ½ | 0 | ½ | ½ | ½  | ½  | ½  | ½  | 1  | 0  | ½  | ½  | 0  | 0  | ½  | ½  | ½  | 9½   |

## Примечательные партии

### Ботвинник — Петросян. Москва, 1963 г.
|   | a | b | c | d | e | f | g | h |   |
| - | --- | --- | --- | --- | --- | --- | --- | --- | - |
| 8 | e8 чёрная ладья · f7 чёрная ладья · g7 чёрный король · d6 чёрный конь · f6 чёрная пешка · a5 чёрная пешка · b5 чёрная пешка · d5 белая пешка · e5 чёрный конь · f5 белая пешка · g5 чёрная пешка · a4 белая пешка · b4 белая пешка · c4 чёрная пешка · g4 белая пешка · h4 чёрная пешка · h3 белая пешка · c2 белый слон · d2 белый король · f2 белая ладья · g2 белый конь · b1 белая ладья | e8 чёрная ладья · f7 чёрная ладья · g7 чёрный король · d6 чёрный конь · f6 чёрная пешка · a5 чёрная пешка · b5 чёрная пешка · d5 белая пешка · e5 чёрный конь · f5 белая пешка · g5 чёрная пешка · a4 белая пешка · b4 белая пешка · c4 чёрная пешка · g4 белая пешка · h4 чёрная пешка · h3 белая пешка · c2 белый слон · d2 белый король · f2 белая ладья · g2 белый конь · b1 белая ладья | e8 чёрная ладья · f7 чёрная ладья · g7 чёрный король · d6 чёрный конь · f6 чёрная пешка · a5 чёрная пешка · b5 чёрная пешка · d5 белая пешка · e5 чёрный конь · f5 белая пешка · g5 чёрная пешка · a4 белая пешка · b4 белая пешка · c4 чёрная пешка · g4 белая пешка · h4 чёрная пешка · h3 белая пешка · c2 белый слон · d2 белый король · f2 белая ладья · g2 белый конь · b1 белая ладья | e8 чёрная ладья · f7 чёрная ладья · g7 чёрный король · d6 чёрный конь · f6 чёрная пешка · a5 чёрная пешка · b5 чёрная пешка · d5 белая пешка · e5 чёрный конь · f5 белая пешка · g5 чёрная пешка · a4 белая пешка · b4 белая пешка · c4 чёрная пешка · g4 белая пешка · h4 чёрная пешка · h3 белая пешка · c2 белый слон · d2 белый король · f2 белая ладья · g2 белый конь · b1 белая ладья | e8 чёрная ладья · f7 чёрная ладья · g7 чёрный король · d6 чёрный конь · f6 чёрная пешка · a5 чёрная пешка · b5 чёрная пешка · d5 белая пешка · e5 чёрный конь · f5 белая пешка · g5 чёрная пешка · a4 белая пешка · b4 белая пешка · c4 чёрная пешка · g4 белая пешка · h4 чёрная пешка · h3 белая пешка · c2 белый слон · d2 белый король · f2 белая ладья · g2 белый конь · b1 белая ладья | e8 чёрная ладья · f7 чёрная ладья · g7 чёрный король · d6 чёрный конь · f6 чёрная пешка · a5 чёрная пешка · b5 чёрная пешка · d5 белая пешка · e5 чёрный конь · f5 белая пешка · g5 чёрная пешка · a4 белая пешка · b4 белая пешка · c4 чёрная пешка · g4 белая пешка · h4 чёрная пешка · h3 белая пешка · c2 белый слон · d2 белый король · f2 белая ладья · g2 белый конь · b1 белая ладья | e8 чёрная ладья · f7 чёрная ладья · g7 чёрный король · d6 чёрный конь · f6 чёрная пешка · a5 чёрная пешка · b5 чёрная пешка · d5 белая пешка · e5 чёрный конь · f5 белая пешка · g5 чёрная пешка · a4 белая пешка · b4 белая пешка · c4 чёрная пешка · g4 белая пешка · h4 чёрная пешка · h3 белая пешка · c2 белый слон · d2 белый король · f2 белая ладья · g2 белый конь · b1 белая ладья | e8 чёрная ладья · f7 чёрная ладья · g7 чёрный король · d6 чёрный конь · f6 чёрная пешка · a5 чёрная пешка · b5 чёрная пешка · d5 белая пешка · e5 чёрный конь · f5 белая пешка · g5 чёрная пешка · a4 белая пешка · b4 белая пешка · c4 чёрная пешка · g4 белая пешка · h4 чёрная пешка · h3 белая пешка · c2 белый слон · d2 белый король · f2 белая ладья · g2 белый конь · b1 белая ладья | 8 |
| 7 | e8 чёрная ладья · f7 чёрная ладья · g7 чёрный король · d6 чёрный конь · f6 чёрная пешка · a5 чёрная пешка · b5 чёрная пешка · d5 белая пешка · e5 чёрный конь · f5 белая пешка · g5 чёрная пешка · a4 белая пешка · b4 белая пешка · c4 чёрная пешка · g4 белая пешка · h4 чёрная пешка · h3 белая пешка · c2 белый слон · d2 белый король · f2 белая ладья · g2 белый конь · b1 белая ладья | e8 чёрная ладья · f7 чёрная ладья · g7 чёрный король · d6 чёрный конь · f6 чёрная пешка · a5 чёрная пешка · b5 чёрная пешка · d5 белая пешка · e5 чёрный конь · f5 белая пешка · g5 чёрная пешка · a4 белая пешка · b4 белая пешка · c4 чёрная пешка · g4 белая пешка · h4 чёрная пешка · h3 белая пешка · c2 белый слон · d2 белый король · f2 белая ладья · g2 белый конь · b1 белая ладья | e8 чёрная ладья · f7 чёрная ладья · g7 чёрный король · d6 чёрный конь · f6 чёрная пешка · a5 чёрная пешка · b5 чёрная пешка · d5 белая пешка · e5 чёрный конь · f5 белая пешка · g5 чёрная пешка · a4 белая пешка · b4 белая пешка · c4 чёрная пешка · g4 белая пешка · h4 чёрная пешка · h3 белая пешка · c2 белый слон · d2 белый король · f2 белая ладья · g2 белый конь · b1 белая ладья | e8 чёрная ладья · f7 чёрная ладья · g7 чёрный король · d6 чёрный конь · f6 чёрная пешка · a5 чёрная пешка · b5 чёрная пешка · d5 белая пешка · e5 чёрный конь · f5 белая пешка · g5 чёрная пешка · a4 белая пешка · b4 белая пешка · c4 чёрная пешка · g4 белая пешка · h4 чёрная пешка · h3 белая пешка · c2 белый слон · d2 белый король · f2 белая ладья · g2 белый конь · b1 белая ладья | e8 чёрная ладья · f7 чёрная ладья · g7 чёрный король · d6 чёрный конь · f6 чёрная пешка · a5 чёрная пешка · b5 чёрная пешка · d5 белая пешка · e5 чёрный конь · f5 белая пешка · g5 чёрная пешка · a4 белая пешка · b4 белая пешка · c4 чёрная пешка · g4 белая пешка · h4 чёрная пешка · h3 белая пешка · c2 белый слон · d2 белый король · f2 белая ладья · g2 белый конь · b1 белая ладья | e8 чёрная ладья · f7 чёрная ладья · g7 чёрный король · d6 чёрный конь · f6 чёрная пешка · a5 чёрная пешка · b5 чёрная пешка · d5 белая пешка · e5 чёрный конь · f5 белая пешка · g5 чёрная пешка · a4 белая пешка · b4 белая пешка · c4 чёрная пешка · g4 белая пешка · h4 чёрная пешка · h3 белая пешка · c2 белый слон · d2 белый король · f2 белая ладья · g2 белый конь · b1 белая ладья | e8 чёрная ладья · f7 чёрная ладья · g7 чёрный король · d6 чёрный конь · f6 чёрная пешка · a5 чёрная пешка · b5 чёрная пешка · d5 белая пешка · e5 чёрный конь · f5 белая пешка · g5 чёрная пешка · a4 белая пешка · b4 белая пешка · c4 чёрная пешка · g4 белая пешка · h4 чёрная пешка · h3 белая пешка · c2 белый слон · d2 белый король · f2 белая ладья · g2 белый конь · b1 белая ладья | e8 чёрная ладья · f7 чёрная ладья · g7 чёрный король · d6 чёрный конь · f6 чёрная пешка · a5 чёрная пешка · b5 чёрная пешка · d5 белая пешка · e5 чёрный конь · f5 белая пешка · g5 чёрная пешка · a4 белая пешка · b4 белая пешка · c4 чёрная пешка · g4 белая пешка · h4 чёрная пешка · h3 белая пешка · c2 белый слон · d2 белый король · f2 белая ладья · g2 белый конь · b1 белая ладья | 7 |
| 6 | e8 чёрная ладья · f7 чёрная ладья · g7 чёрный король · d6 чёрный конь · f6 чёрная пешка · a5 чёрная пешка · b5 чёрная пешка · d5 белая пешка · e5 чёрный конь · f5 белая пешка · g5 чёрная пешка · a4 белая пешка · b4 белая пешка · c4 чёрная пешка · g4 белая пешка · h4 чёрная пешка · h3 белая пешка · c2 белый слон · d2 белый король · f2 белая ладья · g2 белый конь · b1 белая ладья | e8 чёрная ладья · f7 чёрная ладья · g7 чёрный король · d6 чёрный конь · f6 чёрная пешка · a5 чёрная пешка · b5 чёрная пешка · d5 белая пешка · e5 чёрный конь · f5 белая пешка · g5 чёрная пешка · a4 белая пешка · b4 белая пешка · c4 чёрная пешка · g4 белая пешка · h4 чёрная пешка · h3 белая пешка · c2 белый слон · d2 белый король · f2 белая ладья · g2 белый конь · b1 белая ладья | e8 чёрная ладья · f7 чёрная ладья · g7 чёрный король · d6 чёрный конь · f6 чёрная пешка · a5 чёрная пешка · b5 чёрная пешка · d5 белая пешка · e5 чёрный конь · f5 белая пешка · g5 чёрная пешка · a4 белая пешка · b4 белая пешка · c4 чёрная пешка · g4 белая пешка · h4 чёрная пешка · h3 белая пешка · c2 белый слон · d2 белый король · f2 белая ладья · g2 белый конь · b1 белая ладья | e8 чёрная ладья · f7 чёрная ладья · g7 чёрный король · d6 чёрный конь · f6 чёрная пешка · a5 чёрная пешка · b5 чёрная пешка · d5 белая пешка · e5 чёрный конь · f5 белая пешка · g5 чёрная пешка · a4 белая пешка · b4 белая пешка · c4 чёрная пешка · g4 белая пешка · h4 чёрная пешка · h3 белая пешка · c2 белый слон · d2 белый король · f2 белая ладья · g2 белый конь · b1 белая ладья | e8 чёрная ладья · f7 чёрная ладья · g7 чёрный король · d6 чёрный конь · f6 чёрная пешка · a5 чёрная пешка · b5 чёрная пешка · d5 белая пешка · e5 чёрный конь · f5 белая пешка · g5 чёрная пешка · a4 белая пешка · b4 белая пешка · c4 чёрная пешка · g4 белая пешка · h4 чёрная пешка · h3 белая пешка · c2 белый слон · d2 белый король · f2 белая ладья · g2 белый конь · b1 белая ладья | e8 чёрная ладья · f7 чёрная ладья · g7 чёрный король · d6 чёрный конь · f6 чёрная пешка · a5 чёрная пешка · b5 чёрная пешка · d5 белая пешка · e5 чёрный конь · f5 белая пешка · g5 чёрная пешка · a4 белая пешка · b4 белая пешка · c4 чёрная пешка · g4 белая пешка · h4 чёрная пешка · h3 белая пешка · c2 белый слон · d2 белый король · f2 белая ладья · g2 белый конь · b1 белая ладья | e8 чёрная ладья · f7 чёрная ладья · g7 чёрный король · d6 чёрный конь · f6 чёрная пешка · a5 чёрная пешка · b5 чёрная пешка · d5 белая пешка · e5 чёрный конь · f5 белая пешка · g5 чёрная пешка · a4 белая пешка · b4 белая пешка · c4 чёрная пешка · g4 белая пешка · h4 чёрная пешка · h3 белая пешка · c2 белый слон · d2 белый король · f2 белая ладья · g2 белый конь · b1 белая ладья | e8 чёрная ладья · f7 чёрная ладья · g7 чёрный король · d6 чёрный конь · f6 чёрная пешка · a5 чёрная пешка · b5 чёрная пешка · d5 белая пешка · e5 чёрный конь · f5 белая пешка · g5 чёрная пешка · a4 белая пешка · b4 белая пешка · c4 чёрная пешка · g4 белая пешка · h4 чёрная пешка · h3 белая пешка · c2 белый слон · d2 белый король · f2 белая ладья · g2 белый конь · b1 белая ладья | 6 |
| 5 | e8 чёрная ладья · f7 чёрная ладья · g7 чёрный король · d6 чёрный конь · f6 чёрная пешка · a5 чёрная пешка · b5 чёрная пешка · d5 белая пешка · e5 чёрный конь · f5 белая пешка · g5 чёрная пешка · a4 белая пешка · b4 белая пешка · c4 чёрная пешка · g4 белая пешка · h4 чёрная пешка · h3 белая пешка · c2 белый слон · d2 белый король · f2 белая ладья · g2 белый конь · b1 белая ладья | e8 чёрная ладья · f7 чёрная ладья · g7 чёрный король · d6 чёрный конь · f6 чёрная пешка · a5 чёрная пешка · b5 чёрная пешка · d5 белая пешка · e5 чёрный конь · f5 белая пешка · g5 чёрная пешка · a4 белая пешка · b4 белая пешка · c4 чёрная пешка · g4 белая пешка · h4 чёрная пешка · h3 белая пешка · c2 белый слон · d2 белый король · f2 белая ладья · g2 белый конь · b1 белая ладья | e8 чёрная ладья · f7 чёрная ладья · g7 чёрный король · d6 чёрный конь · f6 чёрная пешка · a5 чёрная пешка · b5 чёрная пешка · d5 белая пешка · e5 чёрный конь · f5 белая пешка · g5 чёрная пешка · a4 белая пешка · b4 белая пешка · c4 чёрная пешка · g4 белая пешка · h4 чёрная пешка · h3 белая пешка · c2 белый слон · d2 белый король · f2 белая ладья · g2 белый конь · b1 белая ладья | e8 чёрная ладья · f7 чёрная ладья · g7 чёрный король · d6 чёрный конь · f6 чёрная пешка · a5 чёрная пешка · b5 чёрная пешка · d5 белая пешка · e5 чёрный конь · f5 белая пешка · g5 чёрная пешка · a4 белая пешка · b4 белая пешка · c4 чёрная пешка · g4 белая пешка · h4 чёрная пешка · h3 белая пешка · c2 белый слон · d2 белый король · f2 белая ладья · g2 белый конь · b1 белая ладья | e8 чёрная ладья · f7 чёрная ладья · g7 чёрный король · d6 чёрный конь · f6 чёрная пешка · a5 чёрная пешка · b5 чёрная пешка · d5 белая пешка · e5 чёрный конь · f5 белая пешка · g5 чёрная пешка · a4 белая пешка · b4 белая пешка · c4 чёрная пешка · g4 белая пешка · h4 чёрная пешка · h3 белая пешка · c2 белый слон · d2 белый король · f2 белая ладья · g2 белый конь · b1 белая ладья | e8 чёрная ладья · f7 чёрная ладья · g7 чёрный король · d6 чёрный конь · f6 чёрная пешка · a5 чёрная пешка · b5 чёрная пешка · d5 белая пешка · e5 чёрный конь · f5 белая пешка · g5 чёрная пешка · a4 белая пешка · b4 белая пешка · c4 чёрная пешка · g4 белая пешка · h4 чёрная пешка · h3 белая пешка · c2 белый слон · d2 белый король · f2 белая ладья · g2 белый конь · b1 белая ладья | e8 чёрная ладья · f7 чёрная ладья · g7 чёрный король · d6 чёрный конь · f6 чёрная пешка · a5 чёрная пешка · b5 чёрная пешка · d5 белая пешка · e5 чёрный конь · f5 белая пешка · g5 чёрная пешка · a4 белая пешка · b4 белая пешка · c4 чёрная пешка · g4 белая пешка · h4 чёрная пешка · h3 белая пешка · c2 белый слон · d2 белый король · f2 белая ладья · g2 белый конь · b1 белая ладья | e8 чёрная ладья · f7 чёрная ладья · g7 чёрный король · d6 чёрный конь · f6 чёрная пешка · a5 чёрная пешка · b5 чёрная пешка · d5 белая пешка · e5 чёрный конь · f5 белая пешка · g5 чёрная пешка · a4 белая пешка · b4 белая пешка · c4 чёрная пешка · g4 белая пешка · h4 чёрная пешка · h3 белая пешка · c2 белый слон · d2 белый король · f2 белая ладья · g2 белый конь · b1 белая ладья | 5 |
| 4 | e8 чёрная ладья · f7 чёрная ладья · g7 чёрный король · d6 чёрный конь · f6 чёрная пешка · a5 чёрная пешка · b5 чёрная пешка · d5 белая пешка · e5 чёрный конь · f5 белая пешка · g5 чёрная пешка · a4 белая пешка · b4 белая пешка · c4 чёрная пешка · g4 белая пешка · h4 чёрная пешка · h3 белая пешка · c2 белый слон · d2 белый король · f2 белая ладья · g2 белый конь · b1 белая ладья | e8 чёрная ладья · f7 чёрная ладья · g7 чёрный король · d6 чёрный конь · f6 чёрная пешка · a5 чёрная пешка · b5 чёрная пешка · d5 белая пешка · e5 чёрный конь · f5 белая пешка · g5 чёрная пешка · a4 белая пешка · b4 белая пешка · c4 чёрная пешка · g4 белая пешка · h4 чёрная пешка · h3 белая пешка · c2 белый слон · d2 белый король · f2 белая ладья · g2 белый конь · b1 белая ладья | e8 чёрная ладья · f7 чёрная ладья · g7 чёрный король · d6 чёрный конь · f6 чёрная пешка · a5 чёрная пешка · b5 чёрная пешка · d5 белая пешка · e5 чёрный конь · f5 белая пешка · g5 чёрная пешка · a4 белая пешка · b4 белая пешка · c4 чёрная пешка · g4 белая пешка · h4 чёрная пешка · h3 белая пешка · c2 белый слон · d2 белый король · f2 белая ладья · g2 белый конь · b1 белая ладья | e8 чёрная ладья · f7 чёрная ладья · g7 чёрный король · d6 чёрный конь · f6 чёрная пешка · a5 чёрная пешка · b5 чёрная пешка · d5 белая пешка · e5 чёрный конь · f5 белая пешка · g5 чёрная пешка · a4 белая пешка · b4 белая пешка · c4 чёрная пешка · g4 белая пешка · h4 чёрная пешка · h3 белая пешка · c2 белый слон · d2 белый король · f2 белая ладья · g2 белый конь · b1 белая ладья | e8 чёрная ладья · f7 чёрная ладья · g7 чёрный король · d6 чёрный конь · f6 чёрная пешка · a5 чёрная пешка · b5 чёрная пешка · d5 белая пешка · e5 чёрный конь · f5 белая пешка · g5 чёрная пешка · a4 белая пешка · b4 белая пешка · c4 чёрная пешка · g4 белая пешка · h4 чёрная пешка · h3 белая пешка · c2 белый слон · d2 белый король · f2 белая ладья · g2 белый конь · b1 белая ладья | e8 чёрная ладья · f7 чёрная ладья · g7 чёрный король · d6 чёрный конь · f6 чёрная пешка · a5 чёрная пешка · b5 чёрная пешка · d5 белая пешка · e5 чёрный конь · f5 белая пешка · g5 чёрная пешка · a4 белая пешка · b4 белая пешка · c4 чёрная пешка · g4 белая пешка · h4 чёрная пешка · h3 белая пешка · c2 белый слон · d2 белый король · f2 белая ладья · g2 белый конь · b1 белая ладья | e8 чёрная ладья · f7 чёрная ладья · g7 чёрный король · d6 чёрный конь · f6 чёрная пешка · a5 чёрная пешка · b5 чёрная пешка · d5 белая пешка · e5 чёрный конь · f5 белая пешка · g5 чёрная пешка · a4 белая пешка · b4 белая пешка · c4 чёрная пешка · g4 белая пешка · h4 чёрная пешка · h3 белая пешка · c2 белый слон · d2 белый король · f2 белая ладья · g2 белый конь · b1 белая ладья | e8 чёрная ладья · f7 чёрная ладья · g7 чёрный король · d6 чёрный конь · f6 чёрная пешка · a5 чёрная пешка · b5 чёрная пешка · d5 белая пешка · e5 чёрный конь · f5 белая пешка · g5 чёрная пешка · a4 белая пешка · b4 белая пешка · c4 чёрная пешка · g4 белая пешка · h4 чёрная пешка · h3 белая пешка · c2 белый слон · d2 белый король · f2 белая ладья · g2 белый конь · b1 белая ладья | 4 |
| 3 | e8 чёрная ладья · f7 чёрная ладья · g7 чёрный король · d6 чёрный конь · f6 чёрная пешка · a5 чёрная пешка · b5 чёрная пешка · d5 белая пешка · e5 чёрный конь · f5 белая пешка · g5 чёрная пешка · a4 белая пешка · b4 белая пешка · c4 чёрная пешка · g4 белая пешка · h4 чёрная пешка · h3 белая пешка · c2 белый слон · d2 белый король · f2 белая ладья · g2 белый конь · b1 белая ладья | e8 чёрная ладья · f7 чёрная ладья · g7 чёрный король · d6 чёрный конь · f6 чёрная пешка · a5 чёрная пешка · b5 чёрная пешка · d5 белая пешка · e5 чёрный конь · f5 белая пешка · g5 чёрная пешка · a4 белая пешка · b4 белая пешка · c4 чёрная пешка · g4 белая пешка · h4 чёрная пешка · h3 белая пешка · c2 белый слон · d2 белый король · f2 белая ладья · g2 белый конь · b1 белая ладья | e8 чёрная ладья · f7 чёрная ладья · g7 чёрный король · d6 чёрный конь · f6 чёрная пешка · a5 чёрная пешка · b5 чёрная пешка · d5 белая пешка · e5 чёрный конь · f5 белая пешка · g5 чёрная пешка · a4 белая пешка · b4 белая пешка · c4 чёрная пешка · g4 белая пешка · h4 чёрная пешка · h3 белая пешка · c2 белый слон · d2 белый король · f2 белая ладья · g2 белый конь · b1 белая ладья | e8 чёрная ладья · f7 чёрная ладья · g7 чёрный король · d6 чёрный конь · f6 чёрная пешка · a5 чёрная пешка · b5 чёрная пешка · d5 белая пешка · e5 чёрный конь · f5 белая пешка · g5 чёрная пешка · a4 белая пешка · b4 белая пешка · c4 чёрная пешка · g4 белая пешка · h4 чёрная пешка · h3 белая пешка · c2 белый слон · d2 белый король · f2 белая ладья · g2 белый конь · b1 белая ладья | e8 чёрная ладья · f7 чёрная ладья · g7 чёрный король · d6 чёрный конь · f6 чёрная пешка · a5 чёрная пешка · b5 чёрная пешка · d5 белая пешка · e5 чёрный конь · f5 белая пешка · g5 чёрная пешка · a4 белая пешка · b4 белая пешка · c4 чёрная пешка · g4 белая пешка · h4 чёрная пешка · h3 белая пешка · c2 белый слон · d2 белый король · f2 белая ладья · g2 белый конь · b1 белая ладья | e8 чёрная ладья · f7 чёрная ладья · g7 чёрный король · d6 чёрный конь · f6 чёрная пешка · a5 чёрная пешка · b5 чёрная пешка · d5 белая пешка · e5 чёрный конь · f5 белая пешка · g5 чёрная пешка · a4 белая пешка · b4 белая пешка · c4 чёрная пешка · g4 белая пешка · h4 чёрная пешка · h3 белая пешка · c2 белый слон · d2 белый король · f2 белая ладья · g2 белый конь · b1 белая ладья | e8 чёрная ладья · f7 чёрная ладья · g7 чёрный король · d6 чёрный конь · f6 чёрная пешка · a5 чёрная пешка · b5 чёрная пешка · d5 белая пешка · e5 чёрный конь · f5 белая пешка · g5 чёрная пешка · a4 белая пешка · b4 белая пешка · c4 чёрная пешка · g4 белая пешка · h4 чёрная пешка · h3 белая пешка · c2 белый слон · d2 белый король · f2 белая ладья · g2 белый конь · b1 белая ладья | e8 чёрная ладья · f7 чёрная ладья · g7 чёрный король · d6 чёрный конь · f6 чёрная пешка · a5 чёрная пешка · b5 чёрная пешка · d5 белая пешка · e5 чёрный конь · f5 белая пешка · g5 чёрная пешка · a4 белая пешка · b4 белая пешка · c4 чёрная пешка · g4 белая пешка · h4 чёрная пешка · h3 белая пешка · c2 белый слон · d2 белый король · f2 белая ладья · g2 белый конь · b1 белая ладья | 3 |
| 2 | e8 чёрная ладья · f7 чёрная ладья · g7 чёрный король · d6 чёрный конь · f6 чёрная пешка · a5 чёрная пешка · b5 чёрная пешка · d5 белая пешка · e5 чёрный конь · f5 белая пешка · g5 чёрная пешка · a4 белая пешка · b4 белая пешка · c4 чёрная пешка · g4 белая пешка · h4 чёрная пешка · h3 белая пешка · c2 белый слон · d2 белый король · f2 белая ладья · g2 белый конь · b1 белая ладья | e8 чёрная ладья · f7 чёрная ладья · g7 чёрный король · d6 чёрный конь · f6 чёрная пешка · a5 чёрная пешка · b5 чёрная пешка · d5 белая пешка · e5 чёрный конь · f5 белая пешка · g5 чёрная пешка · a4 белая пешка · b4 белая пешка · c4 чёрная пешка · g4 белая пешка · h4 чёрная пешка · h3 белая пешка · c2 белый слон · d2 белый король · f2 белая ладья · g2 белый конь · b1 белая ладья | e8 чёрная ладья · f7 чёрная ладья · g7 чёрный король · d6 чёрный конь · f6 чёрная пешка · a5 чёрная пешка · b5 чёрная пешка · d5 белая пешка · e5 чёрный конь · f5 белая пешка · g5 чёрная пешка · a4 белая пешка · b4 белая пешка · c4 чёрная пешка · g4 белая пешка · h4 чёрная пешка · h3 белая пешка · c2 белый слон · d2 белый король · f2 белая ладья · g2 белый конь · b1 белая ладья | e8 чёрная ладья · f7 чёрная ладья · g7 чёрный король · d6 чёрный конь · f6 чёрная пешка · a5 чёрная пешка · b5 чёрная пешка · d5 белая пешка · e5 чёрный конь · f5 белая пешка · g5 чёрная пешка · a4 белая пешка · b4 белая пешка · c4 чёрная пешка · g4 белая пешка · h4 чёрная пешка · h3 белая пешка · c2 белый слон · d2 белый король · f2 белая ладья · g2 белый конь · b1 белая ладья | e8 чёрная ладья · f7 чёрная ладья · g7 чёрный король · d6 чёрный конь · f6 чёрная пешка · a5 чёрная пешка · b5 чёрная пешка · d5 белая пешка · e5 чёрный конь · f5 белая пешка · g5 чёрная пешка · a4 белая пешка · b4 белая пешка · c4 чёрная пешка · g4 белая пешка · h4 чёрная пешка · h3 белая пешка · c2 белый слон · d2 белый король · f2 белая ладья · g2 белый конь · b1 белая ладья | e8 чёрная ладья · f7 чёрная ладья · g7 чёрный король · d6 чёрный конь · f6 чёрная пешка · a5 чёрная пешка · b5 чёрная пешка · d5 белая пешка · e5 чёрный конь · f5 белая пешка · g5 чёрная пешка · a4 белая пешка · b4 белая пешка · c4 чёрная пешка · g4 белая пешка · h4 чёрная пешка · h3 белая пешка · c2 белый слон · d2 белый король · f2 белая ладья · g2 белый конь · b1 белая ладья | e8 чёрная ладья · f7 чёрная ладья · g7 чёрный король · d6 чёрный конь · f6 чёрная пешка · a5 чёрная пешка · b5 чёрная пешка · d5 белая пешка · e5 чёрный конь · f5 белая пешка · g5 чёрная пешка · a4 белая пешка · b4 белая пешка · c4 чёрная пешка · g4 белая пешка · h4 чёрная пешка · h3 белая пешка · c2 белый слон · d2 белый король · f2 белая ладья · g2 белый конь · b1 белая ладья | e8 чёрная ладья · f7 чёрная ладья · g7 чёрный король · d6 чёрный конь · f6 чёрная пешка · a5 чёрная пешка · b5 чёрная пешка · d5 белая пешка · e5 чёрный конь · f5 белая пешка · g5 чёрная пешка · a4 белая пешка · b4 белая пешка · c4 чёрная пешка · g4 белая пешка · h4 чёрная пешка · h3 белая пешка · c2 белый слон · d2 белый король · f2 белая ладья · g2 белый конь · b1 белая ладья | 2 |
| 1 | e8 чёрная ладья · f7 чёрная ладья · g7 чёрный король · d6 чёрный конь · f6 чёрная пешка · a5 чёрная пешка · b5 чёрная пешка · d5 белая пешка · e5 чёрный конь · f5 белая пешка · g5 чёрная пешка · a4 белая пешка · b4 белая пешка · c4 чёрная пешка · g4 белая пешка · h4 чёрная пешка · h3 белая пешка · c2 белый слон · d2 белый король · f2 белая ладья · g2 белый конь · b1 белая ладья | e8 чёрная ладья · f7 чёрная ладья · g7 чёрный король · d6 чёрный конь · f6 чёрная пешка · a5 чёрная пешка · b5 чёрная пешка · d5 белая пешка · e5 чёрный конь · f5 белая пешка · g5 чёрная пешка · a4 белая пешка · b4 белая пешка · c4 чёрная пешка · g4 белая пешка · h4 чёрная пешка · h3 белая пешка · c2 белый слон · d2 белый король · f2 белая ладья · g2 белый конь · b1 белая ладья | e8 чёрная ладья · f7 чёрная ладья · g7 чёрный король · d6 чёрный конь · f6 чёрная пешка · a5 чёрная пешка · b5 чёрная пешка · d5 белая пешка · e5 чёрный конь · f5 белая пешка · g5 чёрная пешка · a4 белая пешка · b4 белая пешка · c4 чёрная пешка · g4 белая пешка · h4 чёрная пешка · h3 белая пешка · c2 белый слон · d2 белый король · f2 белая ладья · g2 белый конь · b1 белая ладья | e8 чёрная ладья · f7 чёрная ладья · g7 чёрный король · d6 чёрный конь · f6 чёрная пешка · a5 чёрная пешка · b5 чёрная пешка · d5 белая пешка · e5 чёрный конь · f5 белая пешка · g5 чёрная пешка · a4 белая пешка · b4 белая пешка · c4 чёрная пешка · g4 белая пешка · h4 чёрная пешка · h3 белая пешка · c2 белый слон · d2 белый король · f2 белая ладья · g2 белый конь · b1 белая ладья | e8 чёрная ладья · f7 чёрная ладья · g7 чёрный король · d6 чёрный конь · f6 чёрная пешка · a5 чёрная пешка · b5 чёрная пешка · d5 белая пешка · e5 чёрный конь · f5 белая пешка · g5 чёрная пешка · a4 белая пешка · b4 белая пешка · c4 чёрная пешка · g4 белая пешка · h4 чёрная пешка · h3 белая пешка · c2 белый слон · d2 белый король · f2 белая ладья · g2 белый конь · b1 белая ладья | e8 чёрная ладья · f7 чёрная ладья · g7 чёрный король · d6 чёрный конь · f6 чёрная пешка · a5 чёрная пешка · b5 чёрная пешка · d5 белая пешка · e5 чёрный конь · f5 белая пешка · g5 чёрная пешка · a4 белая пешка · b4 белая пешка · c4 чёрная пешка · g4 белая пешка · h4 чёрная пешка · h3 белая пешка · c2 белый слон · d2 белый король · f2 белая ладья · g2 белый конь · b1 белая ладья | e8 чёрная ладья · f7 чёрная ладья · g7 чёрный король · d6 чёрный конь · f6 чёрная пешка · a5 чёрная пешка · b5 чёрная пешка · d5 белая пешка · e5 чёрный конь · f5 белая пешка · g5 чёрная пешка · a4 белая пешка · b4 белая пешка · c4 чёрная пешка · g4 белая пешка · h4 чёрная пешка · h3 белая пешка · c2 белый слон · d2 белый король · f2 белая ладья · g2 белый конь · b1 белая ладья | e8 чёрная ладья · f7 чёрная ладья · g7 чёрный король · d6 чёрный конь · f6 чёрная пешка · a5 чёрная пешка · b5 чёрная пешка · d5 белая пешка · e5 чёрный конь · f5 белая пешка · g5 чёрная пешка · a4 белая пешка · b4 белая пешка · c4 чёрная пешка · g4 белая пешка · h4 чёрная пешка · h3 белая пешка · c2 белый слон · d2 белый король · f2 белая ладья · g2 белый конь · b1 белая ладья | 1 |
|   | a | b | c | d | e | f | g | h |   |

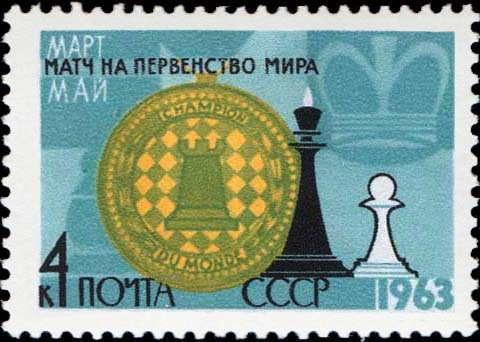
Почтовая марка СССР, 1963 год

1. d4 d5 2. c4 e6 3. Кc3 Сe7 4. cd ed 5. Сf4 c6 6. e3 Сf5 7. g4 Сe6 8. h3 Кf6 9. Кf3 Кbd7 10. Сd3 Кb6 11. Фc2 Кc4 12. Крf1 Кd6 13. Кd2 Фc8 14. Крg2 Кd7 15. f3 g6 16. Лac1 Кb6 17. b3 Фd7 18. Кe2 Кdc8 19. a4 a5 20. Сg3 Сd6 21. Кf4 Кe7 22. Кf1 h5 23. Сe2 h4 24. Сh2 g5 25. Кd3 Фc7 26. Фd2 Кd7 27. Сg1 Кg6 28. Сh2 Кe7 29. Сd1 b6 30. Крg1 f6 31. e4 С:h2+ 32. Ф:h2 Ф:h2+ 33. Л:h2 Лd8 34. Крf2 Крf7 35. Крe3 Лhe8 36. Лd2 Крg7 37. Крf2 de 38. fe Кf8 39. Кe1 Кfg6 40. Кg2 Лd7 41. Сc2 Сf7 42. Кfe3 c5 43. d5 Кe5 44. Лf1 Сg6 45. Крe1 Кc8 46. Лdf2 Лf7 47. Крd2 Кd6 48. Кf5+ С:f5 49. ef c4 50. Лb1 b5 51. b4 (см. диаграмму)
51 …c3+ 52. Кр: c3 Лc7+ 53. Крd2 Кec4+ 54. Крd1 Кa3 55. Лb2 Кdc4 56. Лa2 ab 57. ab К:b5 58. Лa6 Кc3+ 59. Крc1 К:d5 60. Сa4 Лec8 61. Крe1 Кf4, 0 : 1

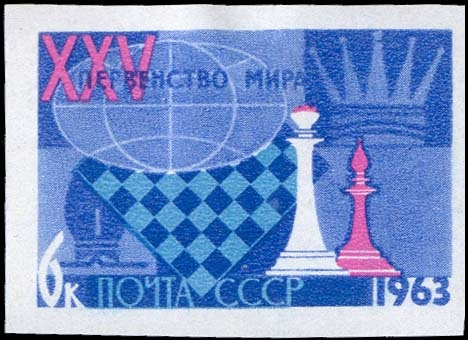
Почтовая марка СССР, 1963 год